# Aktywator (genetyka)
Aktywator – w genetyce molekularnej jest to białko wiążące DNA, które wiążąc się z odpowiednim miejscem operonu, może indukować lub zwiększać transkrypcję zawartych tam genów. Aktywator może działać bezpośrednio, wspomagając swoją domeną formowanie się holoenzymu polimerazy RNA lub może oddziaływać pośrednio przez koaktywator. Wtedy to koaktywator oddziałuje swoją domeną na polimerazę RNA, samemu będąc stabilizowanym i związanym w odpowiednim miejscu sekwencji DNA przez aktywator. Dany aktywator może oddziaływać na więcej niż jeden koaktywator. 